# Honeymoon Bay (British Columbia)
Der Ort Honeymoon Bay befindet sich auf einem gemeindefreien Gebiet in der kanadischen Provinz British Columbia. Sie liegt am Cowichan Lake im südöstlichen Teil von Vancouver Island – ungefähr 75 km (47 mi) nordwestlich von Victoria. Die Gemeinden Mesachie Lake, Lake Cowichan, Youbou und Caycuse befinden sich in der unmittelbaren Umgebung.
Historisch gesehen ist der Haupt-Industriezweig die Forstwirtschaft.

## Geschichte
Ursprünglich wurde der Ort 1947 von der Western Forest Industries am Standort eines Sägewerks gegründet, um die Arbeiter im direkten Umfeld anzusiedeln. Die Sägemühle brannte im Jahr 1948 nieder, wurde jedoch umgehend neu errichtet und setzte ihre Tätigkeit bis 1981 fort. Der erste Farmer in der Honeymoon Bay war Henry March, ein englischer Pionier, der sich in der unberührten Wildnis ansiedelte. Er hatte seine Farm im Jahr 1887 errichtet und wurde später der erste Friedensrichter des Ortes. Henry March starb bei einem Unfall im Jahr 1950 im Alter von 83 Jahren.
Im Jahr 2011 betrug die Einwohnerzahl 580.